# William Pole, 4. Baronet
Sir William Pole, 4. Baronet (* vor 17. April 1678; † 31. Dezember 1741) war ein britischer Adliger und Politiker, der neunmal als Abgeordneter für das House of Commons gewählt wurde.

## Herkunft und Ausbildung
William Pole entstammte der Familie Pole, einer alten Familie der Gentry aus Devon. Er wurde am 17. April 1678 als ältester Sohn von Sir John Pole, 3. Baronet und dessen Frau Anne Morice getauft. 1696 studierte er am New College in Oxford.

## Politische Tätigkeit

### Unterstützer der Tories unter Wilhelm III. und Anna
Bereits als junger Mann wurde Pole bei der Unterhauswahl im Dezember 1701 dank der Unterstützung von John und Nicholas Morice, zwei Brüdern seiner Mutter als Abgeordneter für das Borough Newport in Cornwall gewählt. Im House of Commons wurde er den Tories zugerechnet. Bei der nächsten Unterhauswahl im Sommer 1702 wurde Pole nicht erneut als Kandidat aufgestellt, da der junge Sir Nicholas Morice, 2. Baronet volljährig geworden war. Im Januar 1704 kandidierte Pole jedoch erfolgreich bei einer Nachwahl in Camelford, nachdem der zuvor gewählte Henry Manaton die Wahl in einem anderen Borough angenommen hatte. Im Gegensatz zu seinem Vater, der ebenfalls Abgeordneter war, unterstützte Pole am 28. November 1704 den Versuch der Tories, wegen der Staatsfinanzen der Whig-Regierung eine Niederlage beizubringen. In der Folge gehörte Pole zu den aktiveren Abgeordneten im House of Commons. Bei der Unterhauswahl im Mai 1705 wurde er als Abgeordneter für Camelford wiedergewählt. Nach dem Tod seines Vaters im März 1708 erbte er dessen Besitzungen sowie den Titel Baronet, of Shute House in the County of Devon. Bei der Unterhauswahl im Mai 1708 kandidierte er wieder als Vertreter der Familie Morice erfolgreich für Newport. Angesichts der klaren Mehrheit der Whigs im House of Commons blieb er während dieser Legislaturperiode politisch wesentlich zurückhaltender. Allerdings gehörte er im Juli 1709 zu den Gründern des Board of Brothers, einer Gruppe von klar konservativen Tories. Sein Onkel Nicholas Morice beklagte sich dagegen, dass er sich überhaupt nicht für Newport einsetzen würde. Bei der Unterhauswahl 1710 wurde er aber als Kandidat der Tories als Knight of the Shire für Devon gewählt. In dieser Funktion erreichte er, dass Königin Anne im Februar 1711 das Gelände von Exeter Castle, das bislang dem Duchy of Cornwall gehörte, für 99 Jahre dem County Devon überließ. Ende 1711 wandte er sich den eher moderaten Tories zu und akzeptierte die protestantische Thronfolge. Dies wurde im Juni 1712 mit dem Amt des Master of the Household belohnt, womit er aus dem House of Commons ausschied. Aufgrund der Annahme dieses Amtes musste eine Nachwahl stattfinden, bei der Pole erwartete, ohne große Schwierigkeiten als Knight of the Shire bestätigt zu werden. Dagegen schlossen sich jedoch stark konservative Kreise zusammen, die schließlich Sir William Courtenay, 2. Baronet als Abgeordneten wählen ließen. Pole dagegen, der spätestens seit Anfang 1710 unter schwerer Gicht litt, wurde durch einen neuen Gichtanfall gehindert, seine Anhänger zu mobilisieren, so dass er aus dem House of Commons ausschied. Bei der Unterhauswahl 1713 kandidierte Pole zunächst für das Borough Honiton, wo er jedoch geschlagen wurde, und dann erfolgreich für Bossiney.

### Tory unter Georg I.
Kurz nach der Thronbesteigung von Georg I. aus dem Haus Hannover 1714 verlor Pole sein Amt im königlichen Haushalt, und im September 1715 wurde er als Friedensrichter abgelöst, nachdem er das Amt erst im Sommer 1714 erhalten hatte. Bei der Unterhauswahl im Januar 1715 hatte Pole nicht kandidiert, doch im März 1716 wurde er bei einer Nachwahl als Abgeordneter für Honiton gewählt. Im House of Commons gehörte er als Tory der Opposition an, und obwohl er sich selbst nicht zu den Jakobiten zählte, wurde er 1721 zu den möglichen Unterstützern des Pretender gerechnet. Bei der Unterhauswahl 1722 wurde er wieder als Abgeordneter für Newport gewählt, doch da er sich auch in Honiton erfolgreich gegen James Sheppard durchsetzen konnte, nahm er die dortige Wahl an. Dagegen verlor er bei der Unterhauswahl 1727 in Honiton gegen Sheppard, wogegen er Einspruch einlegte. Dieser Einspruch wurde bis Sheppards Tod 1730 nicht entschieden. Schließlich erklärte das House of Commons im März 1731 die Wahl von Sheppard für ungültig, womit Pole als gewählter Abgeordneter des House of Commons galt. Bei der Unterhauswahl 1734 und bei der folgenden Wahl kandidierte Pole nicht erneut. In seinem Testament von 1733 empfahl er seinem Sohn und Erben dringend, niemals als Abgeordneter für Honiton zu kandidieren.

## Familie und Nachkommen
Pole hatte Elizabeth Warry, eine Tochter von Robert Warry aus Shute geheiratet. Mit ihr hatte er einen Sohn und eine Tochter, darunter:
- Sir John Pole, 5. Baronet (um 1733–1760)